# Ophiarachna mauritiensis
Ophiarachna mauritiensis är en ormstjärneart som beskrevs av de Loriol 1893. Ophiarachna mauritiensis ingår i släktet Ophiarachna och familjen Ophiodermatidae. Inga underarter finns listade i Catalogue of Life.